# Krikor H. Zambaccian
Krikor H. Zambaccian (né le 6 février 1889 à Constanța et décédé le 18 septembre 1962 à Bucarest) est un collectionneur et critique d'art roumain d'origine arménienne. Membre correspondant de l'Académie roumaine, il a écrit les monographies de Nicolae Grigorescu, Gheorghe Petrașcu, Nicolae Tonitza, ainsi que les volumes d'essais Art Pages, Notes of an Art Lover, etc.
Mécène et ami de nombreux artistes éminents, Zambaccian a acquis une précieuse collection de peintures visible au Musée Zambaccian ; il a par ailleurs inventé le concept de consignation d'art après la Seconde Guerre mondiale, ouvrant le premier magasin de ce type sur calea Victoriei, à Bucarest, appelé Romarta (art roumain).

## Biographie
Krikor H. Zambaccian est né à Constanta dans une famille arménienne. Son père, Hagop K. Zambaccian, né en 1860, était originaire de Césarée en Cappadoce ; il était comptable dans une maison de commerce de fils et de tissus occidentaux. 
Krikor fait ses études secondaires à Bucarest ; il mène une vie de bohème et fréquente l'Athénée, les expositions d'art et la Pinacothèque. A l'âge de seize ans il est fasciné par Wagner et Beethoven, tout en étant insensible à la grandeur de Michel-Ange, Rembrandt ou Velasquez. 
Sa première acquisition fut une chromolithographie appelée Beethoven, d'après Balestrieri, qu'il paya cinq lei et qu’il accrocha au-dessus de son lit. Il acheta ensuite un plâtre réalisé par un colporteur italien, représentant le masque de Beethoven, qui lui coûta deux lei. Ces deux pièces constituaient le début de sa collection.
Lors d'expositions de peinture organisées à Constanța, il achète pour cinquante lei une marine de Dimitrie Florian et deux aquarelles de Gore Mircescu. A l'occasion de l'Exposition du Jubilé organisée au Palais des Arts, en 1906, il acquiert des oeuvres de Nicolae Grigorescu, Vermont, Verona et Kimon Lughi en demandant 500 lei à son père qu'il réussit à convaincre en lui montrant les chroniques des journaux critiques.
En 1907 il s'inscrit à l'Institut supérieur de commerce d'Anvers, puis à celui de Paris. Il entre alors en contact avec l'art occidental, en étant fortement impressionné par Cézanne et le mouvement impressionniste. Il achète des livres d'art, noue des contacts avec les milieux artistiques, visite des expositions, des musées, fréquente les salons littéraires et les cafés où les artistes se réunissaient. Durant cette période, il rencontre Matisse, Derain, Bonnard et Dufy. De retour à Bucarest, il fréquente les milieux artistiques des années 1920 - 1950, durant lesquelles il collectionne des œuvres d'art contemporain de peintres déjà établis, mais aussi de quelques nouveaux venus, qui après la fin de la Première Guerre mondiale appartenaient à la Société d'art roumaine. Dans la période 1914 - 1918, il acquiert des œuvres signées par Ion Theodorescu-Sion et C. Ressu.
Il fait l'acquisition de nombreuses œuvres de jeunes artistes : Nicolaae Tonitza, Iosif Iser, Alexandru Ciucurencu, Gheorghe Petrașcu, Theodor Pallady et Ion Andreescu. De Petraşcu, à partir de 1925, il achète "Autoportrait" pour 50 000 lei et une nature morte pour 35 000 lei. Zambaccian considérait l'art de Petrașcu comme similaire à celui de Francisco Zurbarán et José de Ribera.
En 1927, il achète "L'Hiver à Barbizon" d'Andreescu pour 150 000 lei, somme colossale à l'époque, équivalente à la valeur d'un appartement. Par la suite il achète le paysage "La forêt sans feuilles" du même auteur. Sa collection de peintures s'est successivement enrichie d’œuvres telles que "Entrée en forêt à Fontainebleau " (100 000 lei) et "Portrait d'une femme au bain", "Au bord du Siret " et "Paysage à Posada " signés par Nicolae Grigrorescu. Viennent ensuite "Paysage de Moinești", "Buissons lourds", "Lăutul", "Roses blanches", "Fleurs dans l'escalier", "Autoportrait", "Tête d'enfant" et "Laura Cocea" de Ștefan Luchian. Theodor Pallady a complété la collection avec "Pont Neuf" et "News of the Day" ainsi que d'autres que Zambaccian a achetés à chaque occasion lors des expositions de Pallady. Nicolae Tonitza lui vend "Nu", "Katiușa Lipoveanca", "Portrait de Gala Galaction", "Nu sur fond décoratif", "Nina en intérieur vert", "Nu d'une adolescente assise", "Enfant en rouge",.
Il cultivait des relations d'amitié avec I. Theodorescu-Sion, Oscar Han, Theodor Pallady, C. Ressu, Gheorghe Petrașcu et Nicolae Tonitza,.

## Don Zambaccian

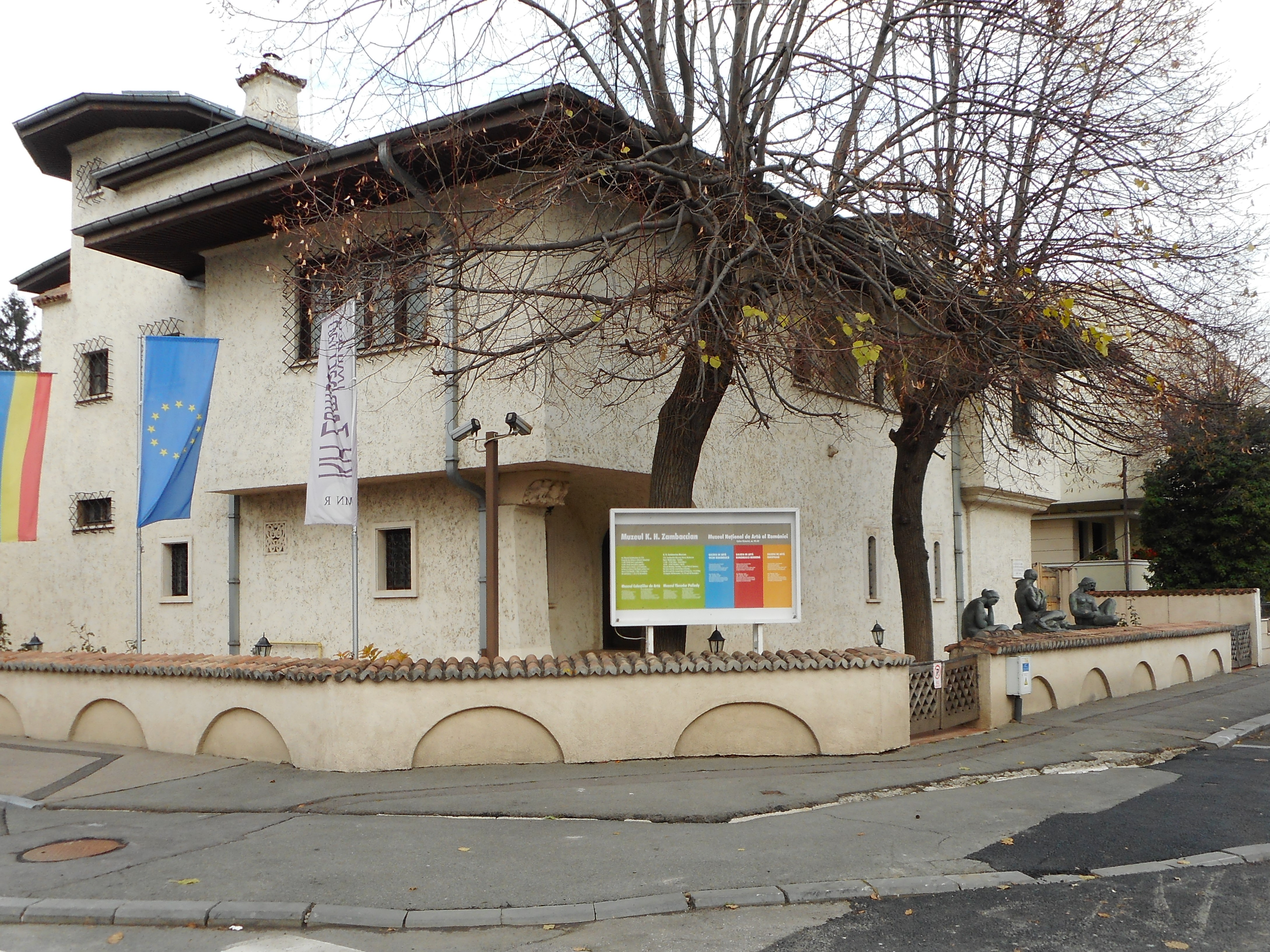
Le Musée Zambaccian

Krikor H. Zambaccian était un important mécène de son temps et un véritable critique d'art. Il a rassemblé au cours de sa vie l'une des collections d'art les plus riches, les plus précieuses et les plus belles de Roumanie. La collection comprenait de nombreuses œuvres de sculpture, de peinture, de graphisme et de mobilier. Il a fait don de toute sa collection à l'État roumain en trois étapes : la première, en 1947, comprenait 205 peintures, 38 sculptures, 8 meubles et sa maison située Strada Ing. Al. Davidescu Non. 21 Bis à Bucarest ; la deuxième étape eut lieu en 1957 ; et les dernières pièces ont été données en 1962. En plus de l'ensemble des œuvres et des objets qu'il a donnés, Krikor Zambaccian a cédé à l'État les droits de propriété sur la maison où il vivait et qui servait d'espace d'exposition pour ses collections. La maison fut construite d'après les plans de l'architecte CD Galin ; elle a été ouverte aux amateurs d'art un jour par semaine à partir de 1942. Afin d'augmenter l'espace d'exposition pour les objets d'art, Krikor a effectué d'importants travaux de réaménagement en 1957.
La collection de Krikor Zambaccian est composée d'objets d'art roumains d'une qualité exceptionnelle, elle constitue une importante et précieuse histoire de la peinture roumaine. On y retrouve d'indéniables chefs-d'œuvre des maîtres du XIXe et du début du XXe siècle, tels que Luchian (Le Violon, Escalier fleuri, Buissons dans la bruyère), Theodor Aman (Autoportrait), Ion Andreescu (L'hiver à Barbizon), Nicolae Grigorescu (Entrée de la forêt de Fontainbleau, Paysage de Bretagne, Portrait de femme). L'entre-deux-guerres est représenté dans la collection par des chefs-d'œuvre signés Theodor Pallady (Nature morte au gant noir), Nicolae Tonitza (Katiușa Lipoveanca, Nina en vert), Gheorghe Petrașcu (Autoportrait au béret rouge, Nature morte, Portrait de Zambaccien), Camil Ressu, Iosif Iser, Nicolae Darăscu .
En tant que mécène de son époque, Krikor H. Zambaccian a découvert et lancé des peintres et des sculpteurs, a passé des commandes spéciales aux artistes au début de leur carrière et a acquis les œuvres les plus précieuses créées par eux ; ce fut le cas pour Alexandru Padina, Ion Țuculescu, Corneliu Baba, Alexandru Ciucurencu, Horia Damian. Les sculptures exposées dans sa collection ont été créées par Brâncusi (Tête d'enfant), Milița Petrașcu, Dimitrie Paciurea (Buste de femme), Cornel Medrea et Oscar Han (L'Archer).
En 2008, sa maison en tant que musée entra dans un processus de rénovation et de consolidation du bâtiment, et une grande partie des œuvres furent restaurées. Aujourd'hui, en plus des œuvres d'art roumaines, des toiles de l'école française représentées par Corot, Alfred Sisley, Delacroix, Renoir, Paul Cézanne, Henri Matisse, Picasso, Maurice Utrillo, Pierre Bonnard, Albert Marquet, Pissarro sont exposées.
Le Musée Zambaccian a été inauguré en 1947. Krikor Zambaccian fut décoré par le roi Mihai.

## Ouvrages publiés
- Pages d'art, Bucarest, Maison d'édition Casa Țoalelor, 1943
- Gheorghe Petrașcu, Bucarest, Maison d'édition roumaine, 1945
- Nicolae Grigorescu, Bucarest, Maison d'édition Cartea Româneasca, 1945
- Theodor Pallady, Bucarest, Maison d'édition Casa Țoalelor, 1945
- Nicolae Tonitza, Bucarest, Maison d'édition d'État pour la littérature et l'art, 1955
- Notes d'un amateur d'art, Bucarest, Maison d'édition d'État pour la littérature et l'art, 1957
- Corneliu Medrea, Bucarest, Maison d'édition d'État pour la littérature et l'art, 1957
- Corneliu Baba, Maison d'édition d'État pour la littérature et l'art, 1958
- Pages sur l'art (posthume), Bucarest, Maison d'édition Meridiane, 1965